# المشامين (أرحب)

تعديل مصدري - تعديل

المشامين هي إحدى قرى عزلة بني سليمان بمديرية أرحب التابعة لمحافظة صنعاء، بلغ تعداد سكانها 479 نسمة حسب تعداد اليمن لعام 2004.